# Grand Funk (album)
Albums de Grand Funk Railroad
On Time
(1969) Closer to Home
(1970)
Singles
1. Mr. Limousine Driver
Sortie : novembre 1969
2. Paranoid
Sortie : décembre 1969

Grand Funk (aussi appelé The Red Album) est le deuxième album studio du groupe de rock américain, Grand Funk Railroad. Il est sorti le 29 décembre 1969 sur le label Capitol Records et a été produit par Terry Knight.

## Historique
Deux mois seulement après la sortie de leur premier album, les trois musiciens de Grand Funk Railroad sont déjà de retour en studio à Cleveland. Il resteront 11 jours dans les Cleveland Recording Studios pour enregistrer leur deuxième album.
Cet album contient une reprise du groupe anglais The Animals, Inside Looking Out.
Il atteindra la 11e place du Billboard 200 et sera certifié disque d'or aux États-Unis en juillet 1970. Il obtiendra un disque de platine en 1991.

## Liste des titres
Tous les titres sont signés par Mark Farner sauf indications.
Face 1
1. Got This Thing on the Move - 4:38
2. Please Don't Worry (Don Brewer, Farner) - 4:19
3. High Falootin' Woman - 3:00
4. Mr. Limousine Driver - 4:26
5. In Need - 7:52

Face 2
1. Winter and My Soul - 6:38
2. Paranoid - 7:51
3. Inside Looking Out (John Lomax, Alan Lomax, Eric Burdon, Chas Chandler) - 9:31

Titres bonus réédition 2002
1. Nothing Is the Same (démo) - 5:39
2. Mr. Limousine Driver (version rallongée) - 5:28

## Musiciens
- Mark Farner: chant, guitares, claviers, harmonica
- Don Brewer: batterie, percussions, chœurs
- Mel Schacher: basse

## Charts et certifications
| Pays       | Durée du classement | Meilleur classement |
| ---------- | ------------------- | ------------------- |
| Canada     | 21 semaines         | 9e                  |
| États-Unis | 67 semaines         | 11e                 |

| Pays       | Certification | Ventes      | Date       |
| ---------- | ------------- | ----------- | ---------- |
| États-Unis | Or            | 500 000 +   | 06/07/1970 |
| États-Unis | Platine       | 1 000 000 + | 03/12/1991 |

Charts singles
| Année | Single              | Chart   | Durée du classement | Position |
| ----- | ------------------- | ------- | ------------------- | -------- |
| 1969  | Mr.Limousine Driver | Hot 100 | 2 semaines          | 97e      |